# カラシナ

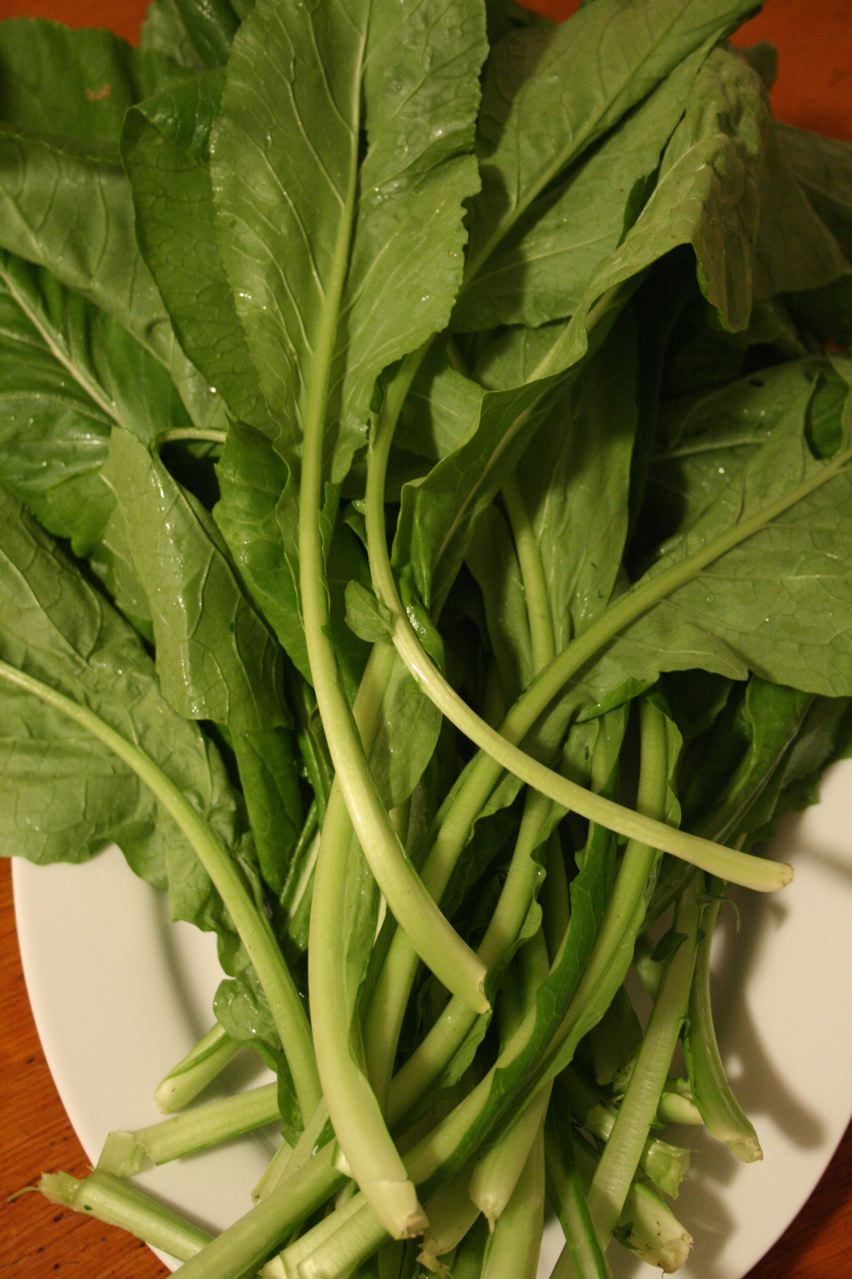
マスタードグリーン（アメリカ）

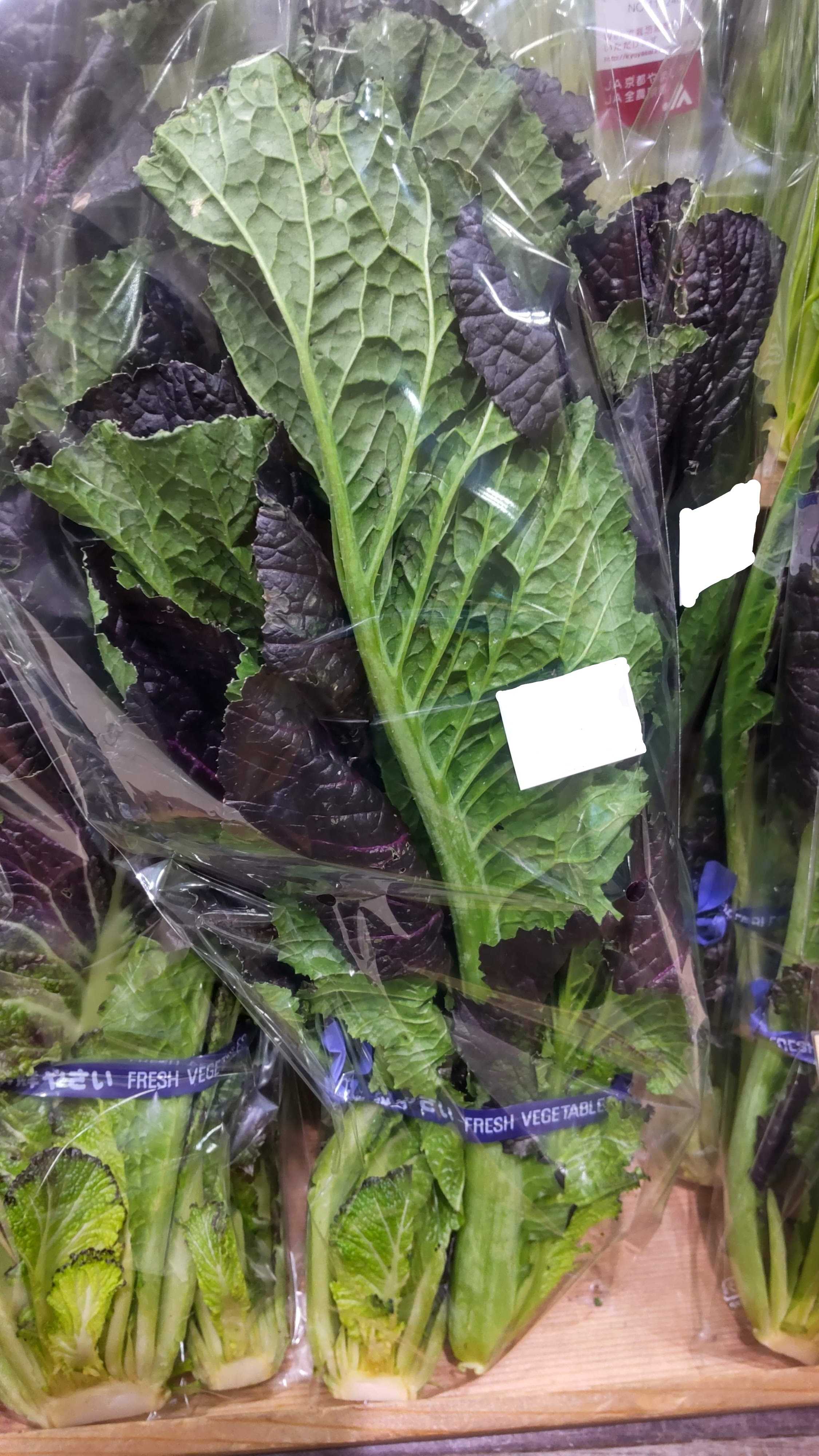
カラシナ(日本)

カラシナ（芥子菜、辛子菜、学名: Brassica juncea、英: Mustards）はアブラナ科アブラナ属の越年草。「芥」でカラシナを意味し、「芥子」はカラシナの種子の意味。
別名ともされるセイヨウカラシナは、カラシナの原種である野生種が、明治期以降に帰化植物となったもの。

## 概要
寒さに強い冬の葉物野菜で、切れ込みのある葉にピリッとした辛みがあるのが特徴。葉が縮れた「ちりめんからし菜」、葉が幅広い「わさび菜」、細い葉の「リアスカラシナ」など、多数の品種がある。
クロガラシ（Brassica nigra: ゲノム構成BB, 2n = 16）とブラッシカ・ラパ（B. rapa: ゲノム構成AA, 2n = 20）の両方のゲノムを持つ複二倍体（ゲノム構成AABB, 2n = 4x = 36）で、中央アジア原産といわれる。中央アジアから中国にかけて、アブラナの交雑、あるいはクロガラシとアブラナの交雑により生じた品種と考えられている。
日本への伝来は弥生時代ともいわれ、平安時代である延喜年間（901年 - 923年）編纂の『本草和名』や承平年間（931年 - 938年）編纂の『和名抄』に記載がある。
道端や、川沿いの土手、草っぱらなど至る所に野生化して生えている。高さは1 - 1.5メートル (m) 。春に開花し、アブラナに似た黄色い花を咲かせる。
辛味成分のシニグリンを含み、種子はからし粉の原料に使われる。葉や茎は、漬物やお浸し、炒め物などにして食べられている。カルシウム、カロテン、ビタミンなどが豊富に含まれる。

## 栽培
中国北部で栽培されていて、日本では北海道や東北地方を中心に栽培されている。耐寒性は高い作物で、発芽適温は25℃前後とされる。葉を食べる場合の栽培期間は約3か月ほどで、春まきで初夏に収穫する栽培法と、秋まき（晩夏）で晩秋に収穫する栽培法がある。秋まきのほうが育てやすい。畑に直まきして、生長に合わせて、葉が重ならないように間引きしながら育てる。輪作年限は1 - 2年とされる。
畑は元肥を入れてよく耕してから平らな畝を作り、筋まきで種をまく。発芽したら何回かに分けて間引きしながら育て、株どうしの間を35センチメートル (cm) ほど空けるようにする。間引き菜も食べられる。草丈が7 - 8 cmくらいに生長したら、追肥と中耕を行う。条間を中耕することで、雑草を防ぐ。草丈が25 cmほどになったころが収穫適期で、間引きを兼ねて適宜、株ごと収穫する。
春まきと秋まきができるが、春まきはモンシロチョウの幼虫などの食害に注意する必要がある。病虫害対策として、気温が高い時期は、害虫よけのために寒冷紗でトンネルがけをしておくとよい。

## 利用
野菜（からし菜）として栽培され、旬は2 - 4月ごろとされる。葉や種子に特有の辛味があり、葉菜として食用にするもの、香辛料や油を採るものに分けられる。葉茎は長さ20 - 30 cmぐらいものがやわらかく、油炒めやおひたし、漬物、和え物、煮物、浅漬け、サラダなど幅広く利用される。タカナ（高菜）やザーサイ（搾菜）はカラシナの変種。久住高菜や阿蘇高菜などを利用した漬物はカラシナの一族として「カラシ菜漬」に分類されることがあり、福岡県北野町特産の山潮菜漬も「カラシ菜漬」の一種とされている。
葉は刻んだり茹でることで、辛味成分が増える。種子はからし（和からし）の原料となりオリエンタルマスタードとも呼ばれる。マスタード（洋からし）の原料として利用されるシロガラシは、同じアブラナ科の別種である。アブラナやカブなど、アブラナ科の植物は、辛味成分であるアリルイソチオシアネートの配糖体であるグルコシノレート（Glucosinolate: 代表的なものとしてシニグリンなど）をもち、種子は種によって差はあるが、いずれも油や辛味を持つ。
β-カロテンを多く含む緑黄色野菜で、ビタミンC、カリウム、カルシウムなどの栄養素を含んでいる。茹でて食べるときは、さっと茹でるようにするとビタミンCの流出が少ない。
あまり日持ちはしない野菜であるが、保存するときはポリ袋などに入れてから立てて冷蔵する。

### 逸話
インドで、ある寺院にバクワイリーという名の妖精が住んでいた。この妖精は、全く動かずにいたため、ついに大理石になってしまった。この寺院の跡地を一人の農夫が耕し、マスタード（カラシナ）の種をまいた。妻が食べたところ、間もなくかわいい子供が生まれた。子どものなかった夫婦は喜び、生まれた子に、バクワイリーと名付けた。この子こそ、大理石になってしまった妖精の生まれ変わりだった。

## 種類
- カラシナ - 日本で出回っている葉カラシナとよばれるもの。葉に強い辛味があり、種も和からしの原料になる[1]。
- ちりめんカラシナ - 葉先がちりめん状に縮れた丸葉タイプのカラシナ。生で料理の付け合わせにしたり、漬物などにする[1]。
- サラダカラシナ - ミズナのように葉に細かい切れ込みがありリアスカラシナともよばれる[2]。葉は緑色や赤色を帯びる種があり、サラダや鍋物などに使われる[1]。
- サラダザーサイ - カラシナとザーサイを交配して神奈川県三浦市でつくられたことから「ミウラーゼ」ともいう。葉がやわらかく、サラダや炒め物に向く[1]。
- マスタードグリーン - 葉の縁が細かく縮れていて、見た目はリーフレタスに似る。ピリピリした辛味があり、肉料理に合う[1]。
- ワサビ菜 - 葉に切れ込みがあるカラシナの一種で、さっぱりした辛味がある。生でサラダやサンドイッチに、また加熱しても張りがあることから鍋物にも向く[1]。
- シマナー（島菜） - 沖縄県のカラシナの仲間で、緑色が濃く、独特な香りとさわやかな辛味がある[9]。塩漬けや炒め物などに多用され、塩漬するとチキナーとよばれ[10]、炒めるとチキナーちゃんぷるーとよばれる。

このほか、宮崎県の一部（美郷町など）には「イラカブ」と呼ばれる在来品種がある。

## 変種
- アザミナ（学名：Brassica juncea var. crispifolia L.H. Bailey）別名：チリメンカラシ、ハゴロモカラシナ
- カラシナ（学名：Brassica juncea var. cernua Jorb. et Hem.）
- ザーサイ（搾菜）（学名：Brassica juncea var. tumida Tsen et Lee）
- シュエリーホン（学名：Brassica juncea var. foliosa L. H. Bailey）
- タカナ（高菜）（学名：Brassica juncea var. integrifolia (Stokes) Sinsk.）
- タニクタカナ（学名：Brassica juncea var. rugosa Kitam.）
- ダイシンサイ（学名：Brassica juncea var. bulbifera Mas.）
- ツァイタイ（学名：Brassica juncea var. rugosa Kitam.）別名：タイシンツァイ、ターシンツァイ、イウツァイ、イウツァイシン
- ニンスーカ（学名：Brassica juncea var. multisecta Bailey）別名：センスジハガラシ
- ネガラシ（学名：Brassica juncea var. megarrhiza Tsen et Lee）
- ホワチエ（学名：Brassica juncea var. napiformis Kitam.）